# Alexandra Yangel
Alexandra Yangel (* 1992 in Moskau) ist eine russische Geigerin und Opernsängerin (Mezzosopran).

## Leben
Alexandra Yangel erhielt seit ihrem fünften Lebensjahr Geigenunterricht bei Galina Turchaninova. Im Alter von 19 Jahren beendete sie im Jahr 2011 ihre Studien in Violine am Staatlichen Moskauer Konservatorium in der Klasse von Irina Bochkova mit Auszeichnung. Anschließend studierte sie Gesang bei Irina Dolzhenko am Bolschoi-Theater. Im Jahr 2013 wechselte sie an die Musik und Kunst Privatuniversität der Stadt Wien und begann ein Gesangsstudium bei Elena Filipova.
2014 wurde Yangel Mitglied der internationalen Organisation von Yehudi Menuhin Live Music Now in Wien. Im Sommer desselben Jahres war sie
Teilnehmerin der Gesangsakademie mit Silvana Bartoli beim Menuhin Festival Gstaad. Sie debütierte im Großen Saal des Konservatoriums Moskau mit dem  Kammerorchester Kreml unter dem Dirigat von Misha Rachlevsky. Ab 2017 war Yangel für zwei Spielzeiten Ensemblemitglied der Wiener Staatsoper. 2019 sang sie im Frühjahr am Teatro Petruzzelli und im Sommer beim Verbier Festival. Für die darauffolgende Spielzeit 2019/20 gastierte Yangel am Theater Aachen.
Yangel wurde für die Wettbewerbe Songbook (ORF, Österreich) und Montreal International Musical Competition (2018) eingeladen. Darüber hinaus nahm sie an Meisterkursen bei Jewgeni Nesterenko, Vesselina Kasarova, Thomas Quasthoff, Thomas Hampson, Barbara Frittoli, Anatoly Goussev, Silvana Bartoly und Stephan Rügamer teil.

## Preise
- 2019: 1st Vienna international music competition
- 2016: Kammeroper Schloss Rheinsberg